# Brusasco
Brusasco é uma comuna italiana da região do Piemonte, província de Turim, com cerca de 1.663 habitantes. Estende-se por uma área de 14 km², tendo uma densidade populacional de 119 hab/km². Faz fronteira com Crescentino (VC), Verolengo, Verrua Savoia, Monteu da Po, Cavagnolo, Moransengo (AT), Brozolo.

## Demografia
| Variação demográfica do município entre 1861 e 2011                               |
|                                                                                   |
| Fonte: Istituto Nazionale di Statistica (ISTAT) - Elaboração gráfica da Wikipedia |